# دوونین
| زمان‌بندی زمین‌شناسی    |                          |                         |                         |
| پیدازیوی (فانروزوئیک) | نوزیوی (سنوزوئیک)        | کواترنری                |                         |
| پیدازیوی (فانروزوئیک) | نوزیوی (سنوزوئیک)        | نئوژن                   |                         |
| پیدازیوی (فانروزوئیک) | نوزیوی (سنوزوئیک)        | پالئوژن                 |                         |
| پیدازیوی (فانروزوئیک) | میانه‌زیوی (مزوزوئیک)     | کرتاسه                  |                         |
| پیدازیوی (فانروزوئیک) | میانه‌زیوی (مزوزوئیک)     | ژوراسیک                 |                         |
| پیدازیوی (فانروزوئیک) | میانه‌زیوی (مزوزوئیک)     | تریاس                   |                         |
| پیدازیوی (فانروزوئیک) | دیرینه‌ زیوی (پالئوزوئیک) | پرمین                   |                         |
| پیدازیوی (فانروزوئیک) | دیرینه‌ زیوی (پالئوزوئیک) | کربونیفر                |                         |
| پیدازیوی (فانروزوئیک) | دیرینه‌ زیوی (پالئوزوئیک) | دوونین                  |                         |
| پیدازیوی (فانروزوئیک) | دیرینه‌ زیوی (پالئوزوئیک) | سیلورین                 |                         |
| پیدازیوی (فانروزوئیک) | دیرینه‌ زیوی (پالئوزوئیک) | اردویسین                |                         |
| پیدازیوی (فانروزوئیک) | دیرینه‌ زیوی (پالئوزوئیک) | کامبرین                 |                         |
| نهان‌زیوی (پرکامبرین)  | پیشین‌زیوی (پروتروزوئیک)  | پیشین‌زیوی (پروتروزوئیک) | پیشین‌زیوی (پروتروزوئیک) |
| نهان‌زیوی (پرکامبرین)  | نخست‌زیوی (آرکئن)         |                         |                         |
| نهان‌زیوی (پرکامبرین)  | پیشازیوی (هادئن)         |                         |                         |

دِوُنیَن (Devonian) از دوره‌های زمین‌شناسی است. در این دوره، ماهیان و گیاهان خشکی زیاد شدند و نخستین چهاراندامان در اواخر این دوره به وجود آمدند.
نخستین کوسه‌ها، ماهیان استخوان‌دار و شاخ‌قوچی‌ها (آمونیت‌ها)، بسیاری از صخره‌های مرجانی، بازوپایان، لاله‌وشان و حشرات جدید مانند حشرات بی‌بال اولیه نیز در این دوره به وجود آمدند.
انقراضی عظیم (۳۴۵ میلیون سال قبل) ۳۰٪ از کل حیوانات را نابود کرد که شاید علت آن یخبندان یا اصابت شهاب‌سنگ بوده‌است.
در اوایل دونین کوه‌ها شکل گرفته و رسوبات ماسه‌سنگی قرمز سبب اتصال بعضی قسمت‌ها شدند که از جنوب تا آمریکای شمالی گسترش داشتند و بعدها با پیشروی دریاها جانوران دریایی گسترش یافتند.
در این دوره آب دریاها بالا آمد و دریاها در روی خشکی‌ها پیشروی کردند. عامل این پیشروی را ذوب شدن یخ‌های قطبی که در اردویسین به وجود آمده بودند را می‌دانند. گسترش رسوبات آهکی و تبخیری حاکی از آب و هوای گرم در این دوره است.
| سامانه   | ردیف      | اشکوب    | میلیون سال پیش |
| -------- | --------- | -------- | -------------- |
| کربونیفر | میسیسیپین | تورنیسین | → پیش از آن    |
| دوونین   | بالا      | فامنین   | ۳۵۸٬۹–۳۷۲٬۲    |
| دوونین   | بالا      | فراسنین  | ۳۷۲٬۲–۳۸۲٬۷    |
| دوونین   | میانه     | گیوتین   | ۳۸۲٬۷–۳۸۷٬۷    |
| دوونین   | میانه     | ایفلین   | ۳۸۷٬۷–۳۹۳٬۳    |
| دوونین   | زیرین     | امسین    | ۳۹۳٬۳–۴۰۷٬۶    |
| دوونین   | زیرین     | پراگین   | ۴۰۷٬۶–۴۱۰٬۸    |
| دوونین   | زیرین     | لوخکووین | ۴۱۰٬۸–۴۱۹٬۲    |
| سیلورین  | پریدولی   | پریدولی  | → پس از آن     |

## نگارخانه

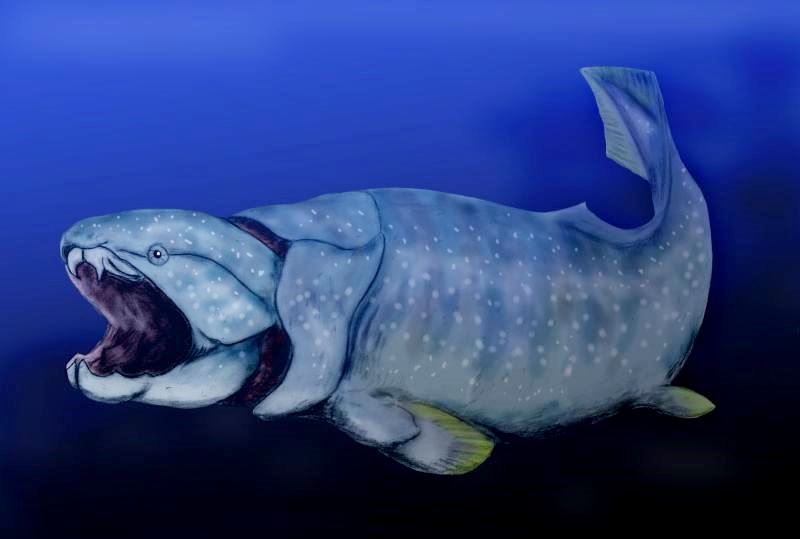
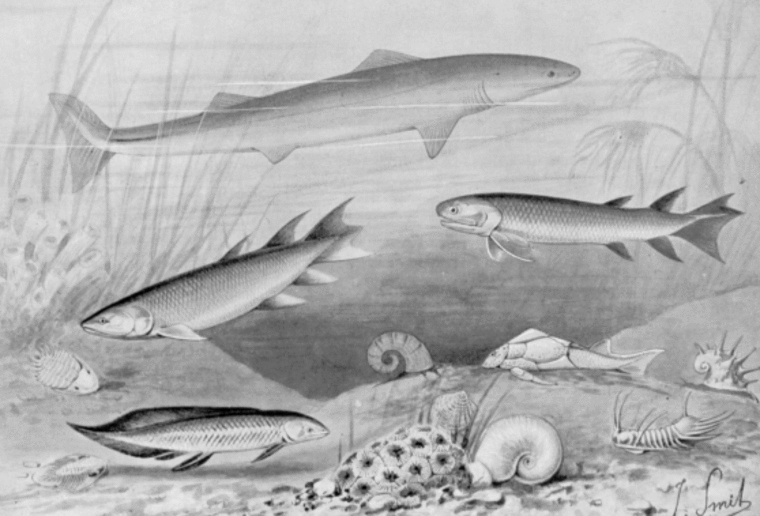
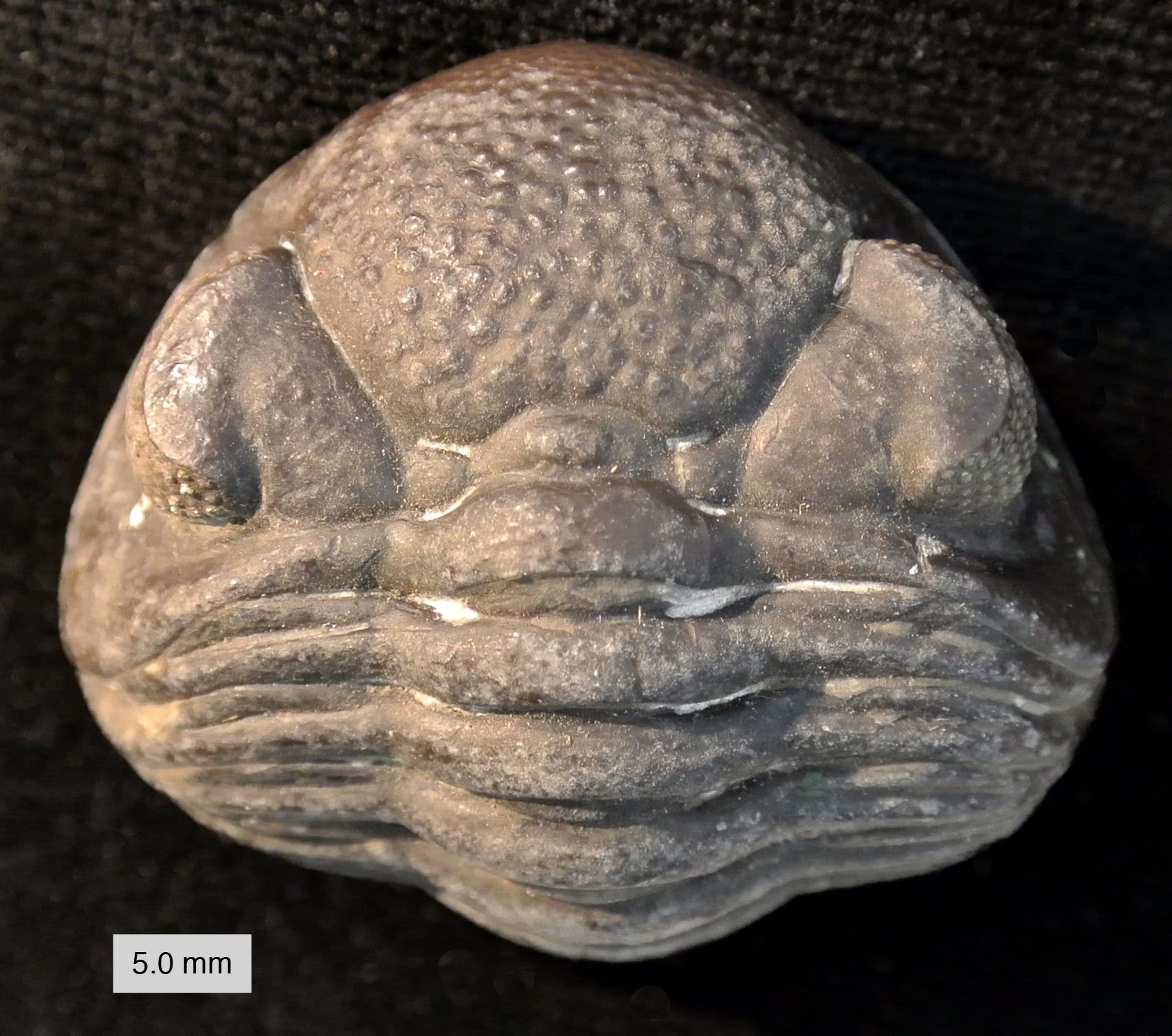
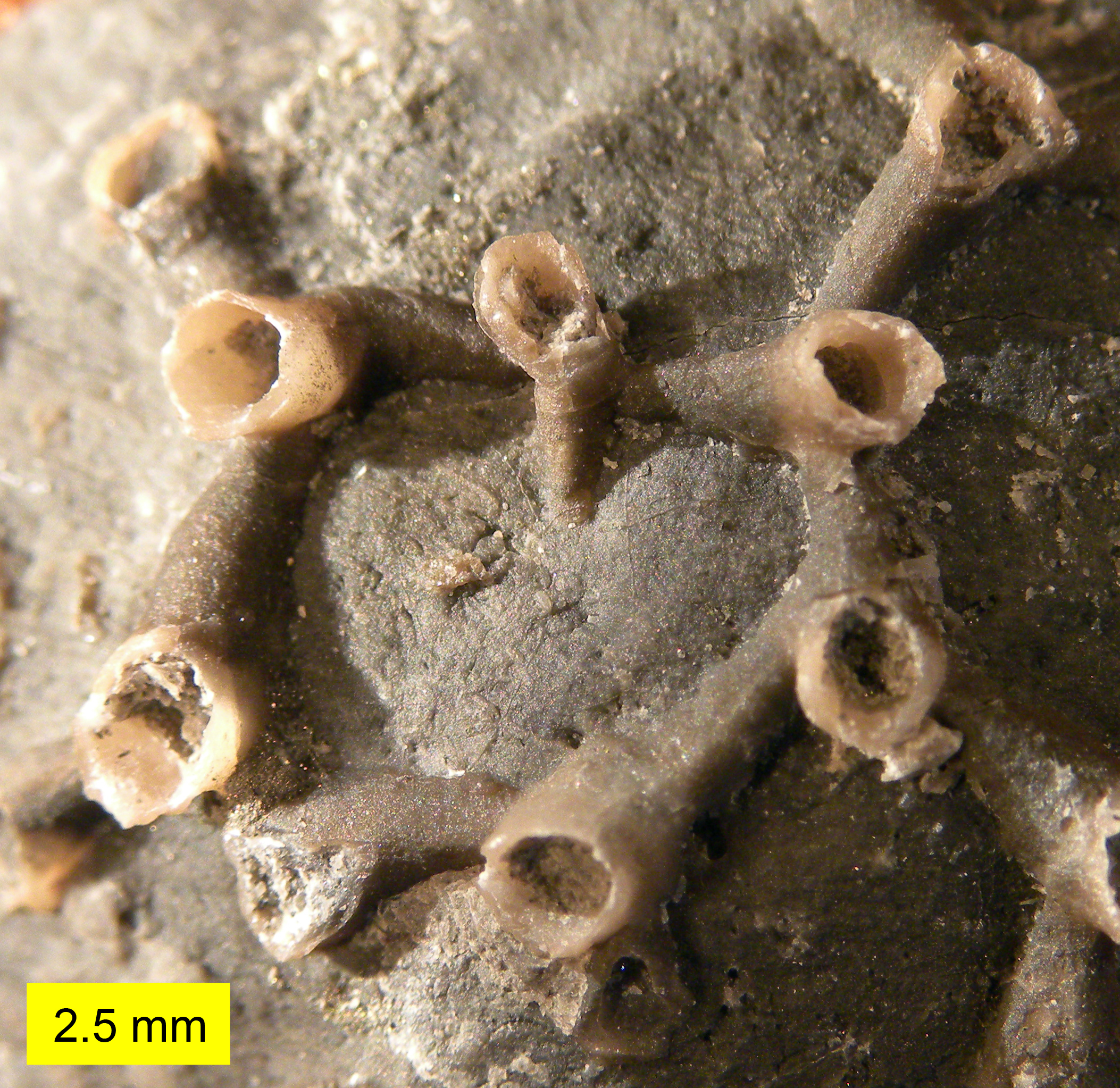